# Polska Macierz Szkolna Ziemi Mińskiej
Polska Macierz Szkolna Ziemi Mińskiej – polska organizacja społeczna złożona w 1917 roku, powstała na fali liberalizacji po rewolucji lutowej, działająca w Mińsku i na terenie guberni mińskiej Rosji. Jej zadaniem było edukować mieszkańców Mińszczyzny, zwłaszcza dzieci, w duchu polskości, a także umacniać i rozpowszechniać na tych ziemiach polską kulturę, język i świadomość narodową.

## Okoliczności powstania
Rewolucja lutowa w 1917 roku w Imperium Rosyjskim doprowadziła do zmian społeczno-politycznych, objawiających się m.in. liberalizacją prawa w dziedzinie edukacji. Nowe władze Rosji prowadziły szereg aktów prawnych znoszących dotychczasowe ograniczenia nałożone na oświatę w językach innych niż rosyjski. Zmiany te były korzystne m.in. dla Polaków zamieszkujących ziemie zaboru rosyjskiego, pragnących kształcić się w języku ojczystym.
Przywódcy polskiego ruchu oświatowego w guberni mińskiej, korzystając ze sprzyjających okoliczności, postanowili powołać do życia organizację sprawującą opiekę nad rozwijającą się polską edukacją. 30 kwietnia (17 kwietnia st. st.) 1917 roku w Mińsku odbyło się wstępne zebranie stowarzyszenia, któremu nadano nazwę Polska Macierz Szkolna Ziemi Mińskiej (PMSzZM). Inicjatywa spotkała się z dużym zainteresowaniem ze strony polskiej społeczności Mińszczyzny. Trzy dni później zorganizowano Walne Zgromadzenie członków PMSzZM. Wzięło w nim udział 400 osób, przy czym około drugie tyle nie zdołało zmieścić się w sali obrad. W jego trakcie uchwalono statut, a także wybrano zarząd, w skład którego weszli: Mieczysław Porowski (prezes), Michalina Łęska (wiceprezes), Jadwiga Kiersnowska (sekretarz) i adwokat Zygmunt Węcławowicz (skarbnik). Trzy osoby z tego grona – Porowski, Łęska i Węcławowicz – w 1905 i 1907 roku zakładały Polskie Towarzystwo „Oświata” w Mińsku i miały znaczne doświadczenie w polskiej działalności oświatowej. Zarząd przetrwał w niezmienionym składzie do 15 lutego 1918 roku, kiedy to Porowski zrezygnował ze stanowiska prezesa, a jego miejsce zajął Konstanty Rdułtowski.

## Program
Zgodnie z uchwalonych statutem, PMSzZM miała być organizacją bezpartyjną. Jej głównym celem było Krzewienie i popieranie oświaty w języku rodzimym wśród ludności polskiej ziemi mińskiej. Jego realizacja miała odbywać się poprzez zakładanie, utrzymywanie i popieranie ochronek, parafialnych szkółek ludowych, kursów dla dorosłych analfabetów i ogólnokształcących, szkół ochroniarek, seminariów nauczycielskich, czytelni ludowych i bibliotek, średnich szkół ogólnokształcących i zawodowych, wszelkiego rodzaju kółek samokształcenia. W planach organizacji było też organizowanie odczytów i wykładów, wydawanie i rozpowszechnianie polskich podręczników i różnego typu pomocy naukowych książek oraz czasopism pedagogicznych i ludowych.
Szczególnie istotnym zadaniem organizacji było przygotowanie do przejęcia placówek edukacyjnych utworzonych i prowadzonych przez polskie instytucje powołane do życia z myślą o niesieniu pomocy ofiarom trwającej I wojny światowej. W Mińsku bowiem od jesieni 1915 roku przebywali liczni uchodźcy z terenów okupowanych przez Niemcy, w tym Polacy, dla których powołano liczne szkoły. Uczyło się w nich także wielu Polaków z Mińszczyzny. Szkoły te miały jednak charakter tymczasowy i planowano ich likwidację wraz z w powrotem uchodźców w rodzinne strony. Polska Macierz Szkolna Ziemi Mińskiej miała zamiar zapobiec ich likwidacji, przejmując nad nimi opiekę.

## Struktura
PMSzZM posiadała sieć lokalnych kół prowadzących placówki oświatowe. Do 10 grudnia 1917 roku powstało 31 takich kół.

## Finansowanie
Utrzymanie placówek oświatowych Polskiej Macierzy Szkolnej Ziemi Mińskiej było niezwykle kosztowne. Prowadzenie tylko szkoły zawodowej w Kojdanowie w okresie 1 marca – 1 grudnia 1917 kosztowało 10 339 rubli. Oznaczało to, że Macierz musiała stale pozyskiwać znaczne środki na swoją działalność. Jej stałe dochody pochodziły z dwóch źródeł: opłat za nauczanie i składek członkowskich. Szkoły prowadzone przez Macierz były płatne, jedynie z wyjątkowych przypadkach zwalniano z opłat dzieci ubogie. Zdobywane w ten sposób środki były jednak daleko niewystarczające. Starano się zatem pozyskać je także z innych źródeł. Zajmował się tym wydział dochodów niestałych PMSzZM, organizując kwesty, odczyty i loterie. Stale apelowano o darowizny do polskiej społeczności, która zdawała sobie sprawę ze znaczenia polskiej oświaty i przekazywała pewne sumy na jej utrzymanie. Działalność Macierzy wspierały też niektóre polskie instytucje, np. Towarzystwo „Siła” w 1917 roku przekazała 3000 rubli. Jednakże, po okresie początkowej euforii, z upływem czasu pozyskiwanie środków z darowizn stawało się coraz trudniejsze.

## Towarzystwo Kolonii Letnich
Przy PMSzZM zostało utworzone Towarzystwo Kolonii Letnich, którego zadaniem było zagospodarowanie czasu biednych dzieci i młodzieży w okresie wakacji. Jego prezesem był W. Kryński, który jednocześnie kierował Polskim Towarzystwem Pomocy Ofiarom Wojny w Mińsku. Towarzystwo organizowało uczniom odpoczynek na wsi, a także otworzyło w Mińsku, w sadzie doktora Mariana Obiezierskiego tzw. „ogródek młodzieży”, w którym mogli spędzać wolny czas uczniowie szkół średnich.

## Stosunki z Radą Polską Ziemi Mińskiej
Utworzona 21 maja (4 czerwca) 1917 roku Rada Polska Ziemi Mińskiej (RPZMiń.) niezależnie od Polskiej Macierzy Szkolnej Ziemi Mińskiej rozpoczęła tworzenie na Mińszczyźnie własnej sieci polskich szkół. Oznaczało to, że organizacje w znacznym stopniu dublowały swoją działalność. Na pierwszym posiedzeniu Rada przywitała z radością powstanie PMSzZM, podkreślając, że najważniejszych zadaniem jest szerzenie oświaty i uświadomienia narodowego wśród ogółu ludu polskiego. Rada powołała specjalną komisję, która przygotowała projekt współpracy z Macierzą i przekazania jej nadzoru pedagogicznego nad szkołami RMZMiń. Projekt wywołał jednak protesty i nie został zrealizowany. Pojawiały się też kolejne próby skoordynowania działalności obu organizacji. Włodzimierz Kryński zaproponował, by RPZMiń. zajęła się sprawami technicznymi, tzn. zakładaniem szkół i ich finansowaniem, natomiast zadaniem PMSzZM miało być samo nauczanie, tj. przygotowanie nauczycieli i ich rozmieszczanie, przygotowywanie programów, zaopatrzenie szkół w podręczniki i pomoce naukowe. Pomysł ten jednak także upadł. Po części przyczyną było sztywne stanowisko członków sekcji oświatowej PRZMiń., np. Feliksa Hilchena. Ich zdaniem Rada, jako przyszły organ samorządowy, musi z czasem przejąć kontrolę nad całą oświatą, a w związku z tym nie może przekazywać części swoich uprawnień Macierzy. Brak porozumienia między organizacjami i dublowanie się ich działalności prowadziło do rywalizacji i konfliktów między nimi.